# Yojijukugo

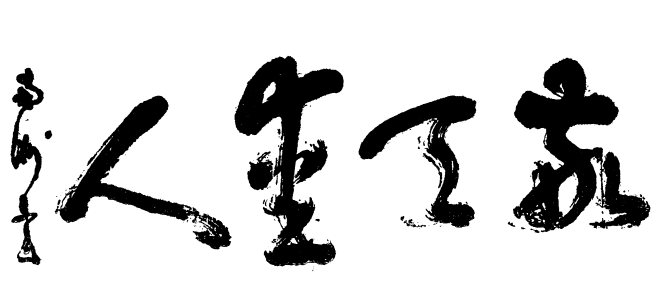
De Saigō Takamori. „Venerați pe Dumnezeu, dragostea oamenilor”.

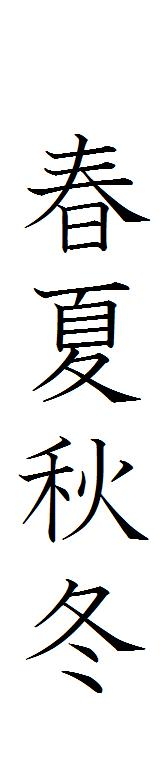
Patru anotimpuri.

Termenul yojijukugo (四字 熟語?) se referă la o unitate lexicală japoneză formată din patru kanji.

## Definiții și clasificări
Definiția yojijukugo este ambiguă, deoarece cuvântul japonez jukugo (熟語?) poate să însemne „un termen Kanji compus” sau „o expresie idiomatică”. 
Prin urmare, Yojijukugo se poate referi în general la un termen format din patru kanji. În sensul mai strict al expresiei idiomatice, termenul se referă doar la yojijukugo al cărui sens nu poate fi dedus direct din semnificația literală a kanji care o compun. 

### Expresii non-idiomatice
În sens larg, termenii compuși din patru kanji sunt yojijukugo . Există câteva mii de acest tip.   
De exemplu, cuvântul okunai kin'en (屋内 禁煙?) "Fumatul în interior" este un yojijukugo non-idiomatic. Este compus din următoarele patru kanji: 
- oku (屋): clădire;
- nai (内): în;
- kin (禁): interzis;
- și en (煙): a fuma.

O putem vedea, de asemenea, ca fiind compusă din două cuvinte din două kanji: okunai (屋内) Și kin'en (禁煙). Dar în ambele cazuri, sensul este explicit: poate fi dedus direct din semnificația literală a componentelor sale. 
Alte exemple: 
- daigaku kyōiku (大学 教育) format din daigaku (universitate) și kyōiku (educație);
- kankyō akka (環境 悪 化) format din kankyō (mediu) și akka (deteriorare).

Notă: termenul yojijukugo este el însuși un yojijukugo (este un sinonim).
Această categorie include, de asemenea, multe sloganuri politice, care au fost deosebit de populare în epoca Meiji. De exemplu: 
- son'nō jōi (尊王攘夷): "a-l venera pe împărat, a alunga pe barbari", slogan al secolului al XIX-lea.
- sau bummei kaika (文明 開化): „Civilizație și iluminare”, slogan al unei mișcări de occidentalizare din perioada Meiji.  
 Expresii idiomatice

Dimpotrivă, există yojijukugo al căror sens nu este literal, dar care sunt idiomuri cu un sens adecvat. Dicționarele care enumeră yojijukugo se referă la această categorie. 
De exemplu, umisenyamasen (海 千山 千) al cărui sens literal este "mare 1000, munte 1000", înseamnă de fapt "viclean ca o vulpe bătrână"; sensul ar curge dintr-o veche zicală care spune că un șarpe petrece un mileniu sub valuri și un alt mileniu în munți înainte de a deveni un dragon. Implicația este că o persoană cu o astfel de experiență poate gestiona cu pricepere toate tipurile de situații. 
Multe dintre aceste yojijukugo idiomatice au fost împrumutate din literatura clasică chineză: ele sunt, în acest caz, comparate cu chéngyǔ,  idiom proverbial chinez, care sunt, de asemenea, adesea compuse din patru sinograme . Multe dintre ele au același sens (dacă nu sunt pronunțate). 
Alte yojijukugo derivă din literatură și texte budiste sau au fost transpuse din alte limbi. 
Deci, issekinichō (一 石 二 鳥, literalmente o piatră, două păsări): „Ucide două păsări cu o piatră”. Termenul a fost preluat din proverbul englez „uciderea a două păsări cu o piatră”.
Cu toate acestea, multe yojijukugo sunt de origine pur japoneză, derivate din vechile obiceiuri și proverbe japoneze sau din elemente istorice și sociale japoneze. 
De exemplu, ichigoichie (一 期 一 会 , literalmente o viață, o întâlnire): „În viață, fiecare experiență este unică”. Acesta este un termen legat de conceptul zen al impermanenței. El este adesea caligrafiat în ceremonia ceaiului pentru a le aminti participanților că fiecare ceremonie este un eveniment unic. De asemenea, este folosit în predarea artelor marțiale japoneze pentru a pleda ca o mișcare să nu fie întreruptă, chiar ratată, deoarece nu există o a doua șansă într-o luptă reală.
- Limba japoneză
- Chéngyǔ
- Proverbe japoneze